# Volkskrieg
Der Volkskrieg ist ein militärhistorischer, aber auch ideologisch geprägter Begriff und ein Kriegsbild, das aus dem 19. Jahrhundert stammt und für einen langwierigen Krieg steht, der mit großen Volksheeren geführt wird und sich nicht auf eine bestimmte Zielsetzung beschränkt. Der Gegenbegriff ist Kabinettskrieg.
Die Befreiungskriege von 1813–1815 sind ein Beispiel für einen Volkskrieg, aber auch das Ausrufen des Totalen Kriegs von Propagandaminister Joseph Goebbels im Dritten Reich. Helmuth von Moltke erklärte im Mai 1890 im Reichstag, die Zeit der Kabinettskriege sei vorüber „– wir haben jetzt nur noch den Volkskrieg“, und somit liege die Gefährdung des Friedens nicht mehr bei den Regierungen, sondern bei den Völkern.
In der Volksrepublik China wurde das Konzept des Volkskrieges von Mao Zedong entwickelt. Nach Mao gibt es im Prozess des Volkskrieges und der Weltrevolution drei Momente: 1. strategische Defensive 2. strategisches Gleichgewicht 3. strategische Offensive. Diese Strategie wurde beispielsweise von der KPCh im Chinesischen Bürgerkrieg, vom Vietcong im Vietnamkrieg, den Roten Khmer im Kambodschanischen Bürgerkrieg oder der LPRP im Laotischen Bürgerkrieg angewandt.